# Burnin' Sneakers
Burnin' Sneakers är ett studioalbum av den finska musikgruppen Bomfunk MC's. Det gavs ut den 26 november 2002 och innehåller 12 låtar. Den svenska sångaren Jessica Folcker är med på låten "(Crack It) Something Going On".

## Låtlista
| Nr  | Titel                         | Längd |
| --- | ----------------------------- | ----- |
| 1.  | Super Electric                | 3:52  |
| 2.  | Put Ya Hands Up               | 3:42  |
| 3.  | Where's the Party At          | 4:03  |
| 4.  | Back to Back                  | 4:09  |
| 5.  | Rockin' With the Best         | 4:08  |
| 6.  | Freak It On                   | 3:45  |
| 7.  | Throw 1 Back at Cha           | 3:55  |
| 8.  | Live Your Life                | 3:49  |
| 9.  | Kingstep                      | 3:29  |
| 10. | (Crack It) Something Going On | 3:00  |
| 11. | We R Atomic                   | 4:03  |
| 12. | Steady Rockin                 | 3:54  |

## Listplaceringar
| Lista   | Topplacering |
| ------- | ------------ |
| Danmark | 34           |
| Finland | 1            |
| Norge   | 26           |
| Sverige | 24           |